# Julia Schruff
Julia Schruff (ur. 16 sierpnia 1982 w Augsburgu) – niemiecka tenisistka, reprezentantka kraju w Pucharze Federacji.

## Kariera
W 2003 debiutowała na kortach French Open. W 2005 awansowała do czołowej sześćdziesiątki rankingu światowego, była w finale w Estoril i czterokrotnie w ćwierćfinałach. W kwietniu 2006 osiągnęła najwyższą pozycję w karierze – nr 52; była w III rundzie US Open, pokonując m.in. rozstawioną z numerem 28. Włoszkę Flavię Pennettę.
W deblu wygrała jeden turniej ITF – w Bordeaux, występując w parze ze Stéphanie Foretz (2006). W październiku 2006 osiągnęła pozycję nr 99. w rankingu deblistek.

## Finały turniejów WTA
| Legenda                | Legenda |
| ---------------------- | ------- |
| Wielki Szlem           |         |
| Igrzyska olimpijskie   |         |
| WTA Tour Championships |         |
| 1988 – 2008            |         |
| Kategoria I            |         |
| Kategoria II           |         |
| Kategoria III          |         |
| Kategoria IV           |         |
| Kategoria V            |         |

### Gra pojedyncza
| Końcowy wynik | Nr | Data             | Turniej | Nawierzchnia | Przeciwniczka | Wynik finału |
| ------------- | -- | ---------------- | ------- | ------------ | ------------- | ------------ |
| Finalistka    | 1. | 13 kwietnia 2003 | Estoril | Ceglana      | Magüi Serna   | 4:6, 1:6     |

## Wygrane turnieje rangi ITF
| turnieje z pulą nagród 100 000 $ |
| turnieje z pulą nagród 75 000 $  |
| turnieje z pulą nagród 50 000 $  |
| turnieje z pulą nagród 25 000 $  |
| turnieje z pulą nagród 15 000 $  |
| turnieje z pulą nagród 10 000 $  |

### Gra pojedyncza
|    | Data       | Turniej             | Kat. | ($)    | Naw.   | Finalistka      | Wynik    |
| 1. | 05/04/2009 | Latina              | ITF  | 50 000 | ziemna | Andrea Petković | 7:5, 7:6 |
| 2. | 12/09/2010 | Alphen aan den Rijn | ITF  | 25 000 | ziemna | Irena Pavlovic  | 6:0, 6:3 |